# Cycle Car Company
Die Cycle Car Company war ein US-amerikanischer Automobilhersteller in Wilmington (Delaware). 1914 wurden dort Kleinwagen unter dem Namen Cyclecar gebaut. Bald erfolgte aber zur Unterscheidung von Fahrzeugen der Kategorie Cyclecar die Umbenennung zunächst in Bradford und wiederum einige Wochen später in Diamond. Automobilenthusiast T. C. Bradford, der vorher eine Handelsgesellschaft unter dem Namen Marvel, Marvel and Wolcott betrieben hatte, gründete das Unternehmen.

## Beschreibung
Der Cyclecar – später Diamond Cyclecar – war mit einem Vierzylindermotor mit 16/20 hp für ein Cyclecar zu kräftig motorisiert. Der Benzinverbrauch des zweisitzigen Roadsters soll bei 5,9–7,9 ltr. 100 km gelegen haben. Er erreichte eine Höchstgeschwindigkeit von 88,5 km/h. Unüblich für die damalige Zeit war die komplette elektrische Beleuchtung mit Fern- und Abblendlicht.
Bradford gab an, viele Bestellungen, auch aus dem Ausland, zu haben. Ende 1914 musste jedoch die Fertigung des 350 US$ teuren Wagens eben wegen zu weniger Bestellungen eingestellt werden. Stattdessen fertigte man 1915 ein gleich ausgelegtes Leichtauto, das eine größere Spurweite als das Cyclecar besaß. Als Roadster kostete es 450 US$ und als viersitziger Tourenwagen 475 US$. Aber auch für diese Modelle fanden sich nicht ausreichend Käufer. Ende 1915 musste die Cycle Car Company ihre Geschäfte aufgeben.
Ein Bezug zur Diamond Automobile Company, welche 1902 ebenfalls in Wilmington zwei Automobil-Prototypen baute, ist nicht bekannt.

## Modelle
| Modell    | Bauzeitraum | Zylinder | Leistung         | Radstand | Aufbauten                             |
| --------- | ----------- | -------- | ---------------- | -------- | ------------------------------------- |
| Cycle Car | 1914        | 4 Reihe  | 20 bhp (14,7 kW) | 2540 mm  | Roadster 2 Sitze                      |
| Light Car | 1915        | 4 Reihe  | 20 bhp (14,7 kW) | 2540 mm  | Roadster 2 Sitze, Tourenwagen 4 Sitze |